# Chủ nghĩa quân chủ

Quốc gia theo chế độ quân chủ tuyệt đối
Quốc gia theo chế độ quân chủ bán lập hiến
Quốc gia theo chế độ quân chủ đại nghị
Quốc gia thuộc Khối Thịnh vượng chung Anh (gồm các quốc gia theo chế độ quân chủ đại nghị cùng thuộc một liên minh cá nhân)
Quốc gia tồn tại chế độ quân chủ địa phương

Chủ nghĩa quân chủ là một khái niệm chính trị cho rằng chế độ quân chủ là hình thức chính thể lý tưởng nhất. Những người theo chủ nghĩa quân chủ ủng hộ việc thiết lập chế độ quân chủ bất kể vị quân chủ có thể là ai, khác với những người theo chủ nghĩa bảo hoàng thì ủng hộ một cá nhân cụ thể cho tước vị quân chủ. Khái niệm có nội dung trái ngược với chủ nghĩa quân chủ là chủ nghĩa cộng hòa.

Tùy thuộc vào mỗi quốc gia, người theo chủ nghĩa bảo hoàng có thể ủng hộ quyền cai trị của bất kỳ cá nhân nào sẽ ở ngôi, chẳng hạn như vị nhiếp chính đại thần, người đòi hỏi vương vị, hay một người đã bị phế truất khỏi ngai vàng.

## Các nền quân chủ hiện hành
Đại đa số các nền quân chủ hiện hành theo chế độ quân chủ lập hiến. Trong chế độ này, quyền lực của vị quân chủ bị hạn chế bởi hiến pháp thành văn và bất thành văn; tuy vậy ta không nên nhầm lẫn chế độ quân chủ lập hiến với chế độ cộng hòa quý tộc, trong đó vị quân chủ không nắm thực quyền, can dự rất ít vào công việc của chính phủ và gần như không hoạt động chính trị. Một số nền quân chủ lập hiến hiện hành trên thế giới có vị quân chủ hoạt động chính trị cách tích cực hơn hẳn những vị quân chủ của các quốc gia khác. Chẳng hạn, Quốc vương Bhumibol Adulyadej của Thái Lan (trị vì 1946–2016) từng đóng vai trò quan trọng trong nghị trình chính trị của quốc gia cũng như trong nhiều cuộc đảo chính quân sự. Tương tự, Quốc vương Mohammed VI của Maroc từng nắm giữ quyền lực đáng kể nhưng không tuyệt đối.
Thân vương quốc Liechtenstein là một nền quân chủ có tính dân chủ và nhân dân nước này đã tự nguyện trao phó thêm quyền lực cho vị quân chủ của mình trong vài năm trở lại đây.
Bên cạnh các quốc gia theo chế độ quân chủ lập hiến, vẫn còn một số nhỏ các quốc gia theo chế độ quân chủ tuyệt đối. Phần lớn trong số đó là các nền quân chủ Hồi giáo của người Ả Rập và lấy việc sản xuất dầu mỏ làm ngành kinh tế chính, thí dụ Ả Rập Xê Út, Bahrain, Qatar, Oman và Các Tiểu vương quốc Ả Rập Thống nhất. Một số nền quân chủ tuyệt đối hùng mạnh khác có thể kể đến như Brunei Darussalam và Eswatini.
| Quốc gia                                | Quân chủ                                                  |
| --------------------------------------- | --------------------------------------------------------- |
| Ả Rập Xê Út                             | Quốc vương Salman                                         |
| Andorra                                 | Đồng Thân vương, Tổng Giám mục Joan Enric Vives i Sicília |
| Andorra                                 | Đồng Thân vương Emmanuel Macron                           |
| Antigua và Barbuda                      | Quốc vương Charles Ⅲ                                      |
| Bahamas                                 | Quốc vương Charles Ⅲ                                      |
| Belize                                  | Quốc vương Charles Ⅲ                                      |
| Canada                                  | Quốc vương Charles Ⅲ                                      |
| Grenada                                 | Quốc vương Charles Ⅲ                                      |
| Jamaica                                 | Quốc vương Charles Ⅲ                                      |
| New Zealand                             | Quốc vương Charles Ⅲ                                      |
| Papua New Guinea                        | Quốc vương Charles Ⅲ                                      |
| Saint Kitts và Nevis                    | Quốc vương Charles Ⅲ                                      |
| Saint Lucia                             | Quốc vương Charles Ⅲ                                      |
| Saint Vincent và Grenadines             | Quốc vương Charles Ⅲ                                      |
| Solomon Islands                         | Quốc vương Charles Ⅲ                                      |
| Tuvalu                                  | Quốc vương Charles Ⅲ                                      |
| Úc                                      | Quốc vương Charles Ⅲ                                      |
| Vương quốc Liên hiệp Anh và Bắc Ireland | Quốc vương Charles Ⅲ                                      |
| Bahrain                                 | Quốc vương Hamad bin Isa                                  |
| Bhutan                                  | Quốc vương Jigme Khesar Namgyel Wangchuck                 |
| Bỉ                                      | Quốc vương Philippe                                       |
| Brunei Darussalam                       | Sultan Hassanal Bolkiah                                   |
| Các Tiểu vương quốc Ả Rập Thống nhất    | Sheikh Mohamed bin Zayed Al Nahyan                        |
| Campuchia                               | Quốc vương Norodom Sihamoni                               |
| Đan Mạch                                | Quốc vương Frederik Ⅹ                                     |
| Eswatini                                | Quốc vương Mswati Ⅲ                                       |
| Jordan                                  | Quốc vương Abdullah Ⅱ                                     |
| Kuwait                                  | Tiểu vương Mishal Al-Ahmad                                |
| Lesotho                                 | Quốc vương Letsie Ⅲ                                       |
| Liechtenstein                           | Thân vương Hans-Adam Ⅱ                                    |
| Luxembourg                              | Đại công tước Henri                                       |
| Malaysia                                | Quốc vương Ibrahim                                        |
| Maroc                                   | Quốc vương Mohammed Ⅵ                                     |
| Monaco                                  | Vương công Albert Ⅱ                                       |
| Na Uy                                   | Quốc vương Harald Ⅴ                                       |
| Nhật Bản                                | Thiên hoàng Naruhito                                      |
| Oman                                    | Sultan Haitham bin Tariq                                  |
| Qatar                                   | Tiểu vương Tamim bin Hamad Al Thani                       |
| Tây Ban Nha                             | Quốc vương Felipe Ⅵ                                       |
| Thái Lan                                | Quốc vương Maha Vajiralongkorn                            |
| Thụy Điển                               | Quốc vương Carl ⅩⅥ Gustaf                                 |
| Tonga                                   | Quốc vương Tupou Ⅵ                                        |
| Thành Vatican                           | Giáo tông Leo XIV                                         |
| Vương quốc Hà Lan                       | Quốc vương Willem-Alexander                               |

## Triết học chính trị
Chế độ quân chủ tuyệt đối đứng ở vị thế đối lập với chủ nghĩa vô trị; kể từ thời kỳ Khai Sáng, chế độ này còn đối lập với chủ nghĩa tự do, chủ nghĩa tư bản, chủ nghĩa cộng sản và chủ nghĩa xã hội.
Ông Otto von Habsburg từng lên tiếng ủng hộ một hình thức của chế độ quân chủ lập hiến trong đó quyền tư pháp tối cao được đặt ở vị trí cao nhất, sử dụng định chế thế tập, và khi trục trặc trong tư cách của người kế vị xảy ra thì tòa án đảm bảo công tác hòa giải.

### Phi đảng phái
Nhà khoa học chính trị người Anh Vernon Bogdanor làm chứng về tính đúng đắn của chế độ quân chủ khi cho rằng trong một nền quân chủ, vị nguyên thủ quốc gia là một người phi đảng phái, độc lập với người đứng đầu chính phủ, không đại diện cho chủ trương một đảng phái cụ thể nào nhưng đại diện cho toàn thể nhân dân. Ông Bogdanor cũng nhận thấy rằng nền quân chủ có thể hỗ trợ cách tích cực trong vai trò hiệp nhất toàn thể nhân dân của một quốc gia đa dân tộc và dẫn chứng rằng: "Ở nước Bỉ, thỉnh thoảng tôi nghe nói rằng nhà vua là người Bỉ duy nhất tại nước này, trong khi những người khác thì hoặc là người Vlaming, hoặc là người Wallon." Ông cũng nhận thấy rằng vị quân chủ của Vương quốc Liên hiệp Anh và Bắc Ireland có thể được coi là nguyên thủ của mỗi một quốc gia cấu thành Vương quốc Liên hiệp (Anh, Bắc Ireland, Scotland và xứ Wales) mà không phải của riêng một quốc gia cụ thể nào.

### Lợi ích riêng
Triết gia người Anh Thomas Hobbes cho rằng "lợi ích riêng của nền quân chủ là một với lợi ích quần chúng nhân dân. Tất cả tài sản, quyền bính và sự hài hước của một vị quân chủ chỉ có thể có được nhờ của cải, sức lực và danh tiếng của nhân dân. Một vị nguyên thủ quốc gia do nhân dân bầu lên thường có động cơ gia tăng tài sản của mình để sử dụng sau khi mãn nhiệm, trong khi đó một vị quân chủ không có lý do gì để tham ô vì như thế vị quân chủ ấy tự chà đạp lên lợi ích của mình."

### Cố vấn khôn ngoan
Triết gia Thomas Hobbes cho rằng "vị quân chủ có thể được nghe lời khuyên khôn ngoan trong bí mật, điều mà một tập thể không có được. Những người cố vấn cho tập thể thường giỏi làm giàu cho bản thân thay vì học rộng hiểu nhiều; thường làm công tác cố vấn ngang qua những bài diễn thuyết dài, khiến mọi người muốn bắt tay vào làm việc gì đó nhưng lại không có khả năng chỉ huy mọi người trong công cuộc chung: họ khiến con người cảm động không bằng sự khai sáng mà bằng ngọn lửa nhiệt tâm. Những kẻ như vậy là điểm yếu của tập thể".

### Chủ nghĩa nhiệm kỳ dài
Triết gia Thomas Hobbes cho rằng các quyết định của vị quân chủ không chịu bất kỳ một mâu thuẫn nào ngoại trừ bản tính con người; còn trong các tập thể thì mâu thuẫn xảy ra từ trong nội bộ. Vì trong tập thể ấy, chỉ cần một vài người có quan điểm ngược với số đông vắng mặt một hôm hay là siêng năng có mặt một hôm thì "trong ngày hôm nay, mọi chuyện đã thực hiện ngày hôm qua trở về con số không."

### Giảm thiểu nội chiến
Triết gia Thomas Hobbes cho rằng một vị quân chủ không thể bất đồng với chính mình vì lợi ích cá nhân hay vì đố kỵ, tuy nhiên trong một tập thể thì bất đồng hoàn toàn có thể xảy ra, thậm chí có thể châm ngòi cho một cuộc nội chiến.

### Tự do
Được thành lập vào năm 1943, Liên minh Quân chủ chủ nghĩa Quốc tế luôn tìm cách thúc đẩy việc thiết lập chế độ quân chủ và nhấn mạnh rằng chế độ quân chủ củng cố quyền tự do của quần chúng nhân dân, ngay cả khi nền quân chủ ấy theo chế độ dân chủ hay độc tài bởi vì theo định nghĩa, vị quân chủ không phải chịu ơn các chính trị gia.

Nhà văn người Mỹ gốc Anh Matthew Feeney theo chủ nghĩa tự do cá nhân lập luận rằng các nền quân chủ lập hiến tại châu Âu "đã thành công phần nào trong việc né tránh các hình thức chính trị cực đoan"—nhất là chủ nghĩa phát xít, chủ nghĩa cộng sản và chế độ độc tài quân sự—"một phần là do các nền quân chủ kiểm soát được ý chí của các chính trị gia theo chủ nghĩa dân túy" nhờ bản chất của mình là đại biểu cho những phong tục và truyền thống lâu đời. Ông Feeney nhận thấy rằng:
Những nền quân chủ ở châu Âu, ví dụ như Đan Mạch, Bỉ, Thụy Điển, Hà Lan, Na Uy, và Anh, đã và đang cai trị các quốc gia thuộc hàng ổn định nhất, thịnh vượng nhất và tự do nhất trên thế giới.
Tác giả George Orwell theo chủ nghĩa xã hội cũng bảo vệ luận cứ trên và cho rằng chế độ quân chủ lập hiến có thể ngăn chặn cách hữu hiệu sự phát triển của chủ nghĩa phát xít.
"Hiển nhiên, Đức Vua có chức năng thúc đẩy ổn định và làm chỗ dựa cho một xã hội phi dân chủ. Mặc dù vậy, Ngài còn có trách nhiệm điều tiết những mối cảm xúc nguy hiểm. Một nhà báo người Pháp từng có lần bảo tôi rằng chế độ quân chủ là một trong những nhân tố đã cứu Vương quốc Liên hiệp Anh khỏi chủ nghĩa phát xít. Chừng nào thể chế này còn tồn tại thì dù cho chuyện gì có xảy ra, những phần tử như Hitler hay Stalin sẽ không thể lên nắm quyền. Trên bình diện toàn thể châu Âu, các nước quân chủ là những nước thành công nhất trong việc ngăn chặn chủ nghĩa phát xít. Tôi vẫn thường chủ chương rằng một chính phủ của Công đảng, tức là một đảng chú trọng vào việc làm ăn, sẽ hủy bỏ hệ thống tước vị nhưng vẫn duy trì thể chế Vương thất Anh."
Nhà bác học Erik von Kuehnelt-Leddihn lại chọn một cách tiếp cận khác khi biện bác rằng tự do và bình đẳng là hai trạng thái mâu thuẫn nhau. Vì lẽ đó, ông lập luận rằng những nỗ lực khuếch trương bình đẳng xã hội bằng con đường  bãi bỏ chế độ quân chủ cuối cùng lại làm giảm bớt quyền tự do của công dân. Ông cho rằng một xã hội chỉ có thể đạt trạng thái bình đẳng khi quyền tự do bị hạn chế, vì con người vốn đã không bình đẳng và có thứ bậc. Ông cũng cho rằng con người dưới chế độ quân chủ thì tự do hơn so với con người dưới chế độ cộng hòa dân chủ, vì chế độ cộng hòa dân chủ dễ biến tướng thành chế độ độc tài ngang qua luật pháp của số đông. Trong bài báo Liberty or Equality, ông viết rằng:
Không thể phủ nhận rằng Quốc hội Mỹ hay Nghị viện Pháp có nhiều quyền lực trên đất nước của mình đến nỗi có thể khiến Louis ⅩⅣ của Pháp hay George Ⅲ của Anh ghen tị nếu hai vị ấy còn sống tới ngày nay. Hai định chế này không chỉ có quyền cấm chỉ, mà còn có thể buộc người ta kê khai thuế thu nhập, ghi danh quân dịch, thi hành cưỡng bức giáo dục, lấy dấu điểm chỉ của những công dân vô tội, bắt buộc xét nghiệm máu tiền hôn nhân—đến cả những nền quân chủ tuyệt đối của thế kỷ 17 cũng chẳng dám mang ra thi hành bất kỳ một biện pháp nào trong số các biện pháp mang tính toàn trị này.  
Ông Hans-Hermann Hoppe cũng lập luận rằng chế độ quân chủ đóng vai trò trợ lực trong việc gìn giữ quyền tự do cá nhân cách hữu hiệu hơn so với chế độ dân chủ.

### Niềm khao khát bẩm sinh đối với thứ bậc
Trong bài tiểu luận "Equality" được đăng trên tờ The Spectator vào năm 1943, tác giả người Anh C. S. Lewis đã chỉ trích chủ nghĩa quân bình cũng như luận điệu ủng hộ bãi bỏ chế độ quân chủ của nó khi cho rằng học thuyết này đi ngược lại với căn tính con người. Ông viết rằng:
Phản ứng của con người đối với chế độ quân chủ tựa tựa như một cuộc kiểm chứng. Chế độ quân chủ có thể dễ dàng bị "lật tẩy"; nhưng hãy nhìn vào nét mặt và để ý kỹ giọng điệu của họ của những kẻ lật tẩy. Đây là những kẻ mà gốc rễ của mình tại vườn Địa Đàng đã bị cắt đứt: không một giọng văn phức điệu mang lời đồn đại, hay một bài nhảy, có thể chạm đến họ—họ là những kẻ mà đá cuội rải thành hàng cho họ bước lên còn đẹp đẽ hơn cả một cái vòm…Ở nơi mà con người ta không được phép tôn vinh một vị quân vương thì thay vào đó, những kẻ này tôn vinh các triệu phú, vận động viên thể thao hay minh tinh điện ảnh: kể cả những con điếm và những tên giang hồ có tiếng cũng được tôn vinh. Vì căn tính thiêng liêng cũng được cho ăn như căn tính thể xác; nếu ta không cung cấp chất dinh dưỡng cho nó, nó sẽ tự nạp chất độc vào một cách nhanh chóng.

### Trách nhiệm chính trị
Nhà khoa học chính trị Petra Schleiter của Viện Đại học Oxford và ông Edward Morgan-Jones từng viết rằng trong một nền quân chủ, việc bầu cử diễn ra thường xuyên hơn so với các phương pháp không thông qua tuyển cử.

### Các tác phẩm đáng chú ý
Sau đây là các tác phẩm ủng hộ chế độ quân chủ đáng chú ý:
| - Abbott, Tony (1995). The Minimal Monarchy: And Why It Still Makes Sense For Australia - Alighieri, Dante (c. 1312). De Monarchia - Aquinas, Thomas (1267). De Regno, to the King of Cyprus - Auslin, Michael (2014). America Needs a King - Balmes, Jaime (1850). European Civilization: Protestantism and Catholicity Compared in their Effects on the Civilization of Europe - Bellarmine, Robert (1588). De Romano Pontifice, On the Roman Pontiff - Bodin, Jean (1576). The Six Books of the Republic - Bogdanor, Vernon (1997). The Monarchy and the Constitution - Bossuet, Jacques-Bénigne (1709). Politics Drawn from the Very Words of Holy Scripture - Charles I của Anh (1649). Eikon Basilike - Coulombe, Charles A. (2016). Star-Spangled Crown: A Simple Guide to the American Monarchy - Chateaubriand, François-René de (1814). Of Buonaparte, and the Bourbons, and of the Necessity of Rallying Round Our Legitimate Princes - Cram, Ralph Adams (1936). Invitation to Monarchy | - Filmer, Robert (1680). Patriarcha - Hobbes, Thomas (1651). Leviathan - Hermann-Hoppe, Hans (2001). Democracy: The God That Failed - — (2014). From Aristocracy to Monarchy to Democracy: A Tale of Moral and Economic Folly and Decay - James VI và I (1598). The True Law of Free Monarchies - — (1599). Basilikon Doron - Jean, Bá tước Paris (2009). Un Prince Français - Kuehnelt-Leddihn, Erik von (1952). Liberty or Equality: The Challenge of Our Times - — (2000). Monarchy and War - Maistre, Joseph de (1797). Considerations on France - Giáo tông Pius VI (1793). Pourquoi Notre Voix - Scruton, Roger (1991). A Focus of Loyalty Higher Than the State - Ségur, Louis Gaston Adrien de (1871). Vive le Roi! - Whittle, Peter (2011). Monarchy Matters |

## Ủng hộ chế độ quân chủ

### Tại các nền quân chủ hiện hành
Đây là một danh sách chưa hoàn tất, và có thể sẽ không bao giờ thỏa mãn yêu cầu hoàn tất. Bạn có thể đóng góp bằng cách mở rộng nó bằng các thông tin đáng tin cậy.
| Quốc gia                                | Công ty phụ trách thu phiếu/nguồn  | Kích cỡ mẫu | Tỷ lệ ủng hộ | Thời gian thực hiện         | Tham khảo |
| --------------------------------------- | ---------------------------------- | ----------- | ------------ | --------------------------- | --------- |
| Antigua và Barbuda                      | Lord Ashcroft Polls                | 510         | 45%          | tháng 2 và tháng 3 năm 2023 | [ 13 ]    |
| Bỉ                                      | IVOX                               | 1.000       | 58%          | tháng 9 năm 2017            | [ 14 ]    |
| Canada                                  | Nanos Research                     | 1.001       | 48%          | tháng 6 năm 2022            | [ 15 ]    |
| Đan Mạch                                | Gallup                             |             | 82%          | năm 2014                    | [ 16 ]    |
| Jamaica                                 | Lord Ashcroft Polls                | 510         | 40%          | tháng 2 và tháng 3 năm 2023 | [ 13 ]    |
| Lesotho                                 | Afrobarometer                      |             | 75%          | tháng 6 năm 2018            | [ 17 ]    |
| Maroc                                   | Le Monde                           | 1.108       | 91%          | tháng 3 năm 2009            | [ 18 ]    |
| Na Uy                                   | Nettavisen                         | 20.000      | 84%          | năm 2022                    |           |
| New Zealand                             | Lord Ashcroft Polls                | 2.012       | 44%          | tháng 2 và tháng 3 năm 2023 | [ 19 ]    |
| Nhật Bản                                | Mainichi Shimbun                   |             | 74%          | tháng 4 năm 2019            | [ 20 ]    |
| Saint Vincent và Grenadines             | Cuộc trưng cầu ý dân cáp Chính phủ | 52.262      | 56,3%        | tháng 11 năm 2009           |           |
| Tây Ban Nha                             | Tây Ban Nha                        |             | 58,6%        | tháng 1 năm 2024            | [ 21 ]    |
| Thái Lan                                | Suan Dusit Rajabhat University     | 5.700       | 60%          | tháng 10 năm 2020           | [ 22 ]    |
| Thụy Điển                               | Novus                              |             | 71%          | tháng 1 năm 2023            | [ 23 ]    |
| Tuvalu                                  | Cuộc trưng cầu ý dân cấp Chính phủ | 1.939       | 64,9%        | tháng 4 năm 2008            | [ 24 ]    |
| Úc                                      | Essential                          | 1.125       | 46%          | tháng 4 năm 2023            | [ 25 ]    |
| Vương quốc Hà Lan                       | EenVandaag                         |             | 52%          | tháng 4 năm 2024            | [ 26 ]    |
| Vương quốc Liên hiệp Anh và Bắc Ireland | Ipsos                              | 2.166       | 60%          | tháng 5 năm 2024            |           |